# Cannon County
Cannon County är ett administrativt område i delstaten Tennessee, USA, med 13 801 invånare. Den administrativa huvudorten (county seat) är Woodbury. Countyt har fått sitt namn efter Newton Cannon som var guvernör då countyt grundades.

## Geografi
Enligt United States Census Bureau har countyt en total area på 688 km². 688 km² av den arean är land och 0 km² är vatten. 

### Angränsande countyn
- DeKalb County - nordost
- Warren County - öst
- Coffee County - syd
- Rutherford County - väst
- Wilson County - nordväst